# David Taylor (Leichtathlet)
David Taylor (David William „Dave“ Taylor; * 9. Januar 1964) ist ein ehemaliger britischer Marathonläufer.
1995 kam er bei den Halbmarathon-Weltmeisterschaften in Belfort auf Rang 51 und gewann bei den Crosslauf-Europameisterschaften in Alnwick mit einem 42. Platz in der Einzelwertung Bronze mit dem britischen Team.
1997 belegte er bei den Halbmarathon-WM in Košice den 53. Platz und wurde Sechster beim Frankfurt-Marathon.
Bei den Commonwealth Games 1998 in Kuala Lumpur wurde er für England startend Vierter. 1999 lief er bei den Halbmarathon-WM in Palermo auf dem 62. Platz ein.
David Taylor startete für den Blackheath & Bromley Harriers AC.

## Bestzeiten
- Halbmarathon: 1:03:24 h, 4. Oktober 1997, Košice
- Marathon: 2:13:27 h, 26. Oktober 1997, Frankfurt am Main